# Olav Aukrust
Olav Aukrust (Lom, 21 gennaio 1883 – Lom, 3 novembre 1929) è stato un poeta norvegese.
Scrisse molti poemi nazionalistici e romantici nel suo dialetto rurale, contribuendo alla crescita ed affermazione del Nynorsk come lingua letteraria.